# Hartford (Michigan)
Pour les articles homonymes, voir Hartford.
Hartford est une ville du comté de Van Buren, dans l'État du  Michigan ( États-Unis). 

## Géographie

Localisation de Hartford dans le comté de Van Buren et du comté de Van Buren dans le Michigan.

### Situation
La ville de Hartford est située à 3,5 km à l'est de Watervliet, 48,8 km à l'ouest de Kalamazoo et 131 km au nord-est de Chicago. Selon le Bureau du recensement des États-Unis, Hartford a une superficie de 3,45 km2. Les plans d'eau occupent 1 ha (0,38 % de la superficie). Son altitude est de 201 m.
Le diagramme suivant représente la position des localités situées dans un rayon de moins de 16 km de Hartford.

### Climat

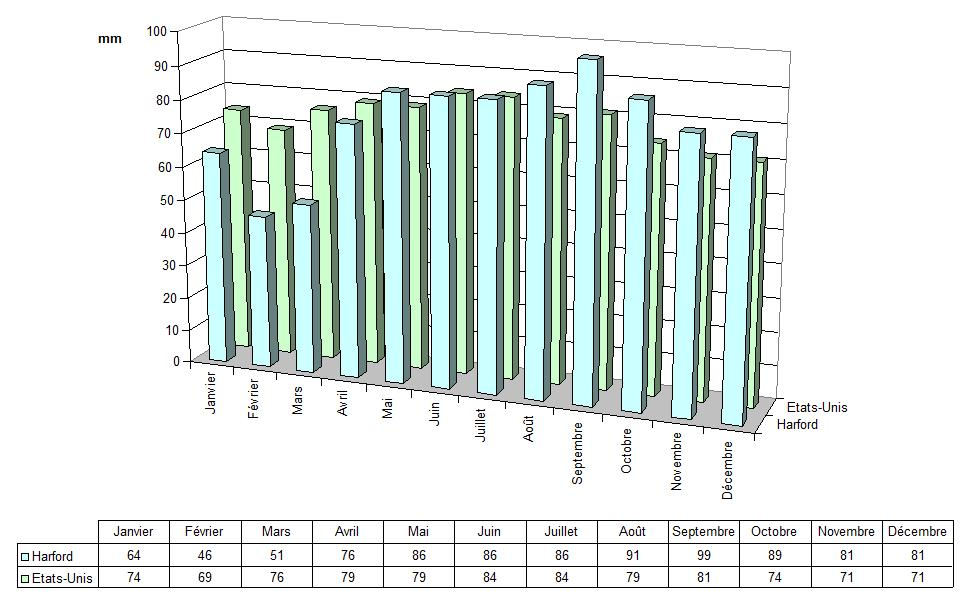
Pluviométrie à Hartford et dans l'ensemble des États-Unis.

Le climat de Hartford est plus froid que la moyenne américaine. Les précipitations sont dans la moyenne des États-Unis.
| Mois                              | jan. | fév. | mars | avril | mai | juin | jui. | août | sep. | oct. | nov. | déc. | année |
| --------------------------------- | ---- | ---- | ---- | ----- | --- | ---- | ---- | ---- | ---- | ---- | ---- | ---- | ----- |
| Température minimale moyenne (°C) | −7   | −8   | −5   | 0     | 6   | 12   | 16   | 17   | 14   | 9    | 3    | −2   | 5     |
| Température moyenne (°C)          | −3   | −4   | 0    | 5     | 12  | 17   | 21   | 22   | 19   | 15   | 8    | 2    | 10    |
| Température maximale moyenne (°C) | 1    | 0    | 4    | 11    | 17  | 23   | 27   | 28   | 25   | 20   | 13   | 6    | 15    |
| Précipitations (mm)               | 64   | 46   | 51   | 76    | 86  | 86   | 86   | 91   | 99   | 89   | 81   | 81   | 936   |

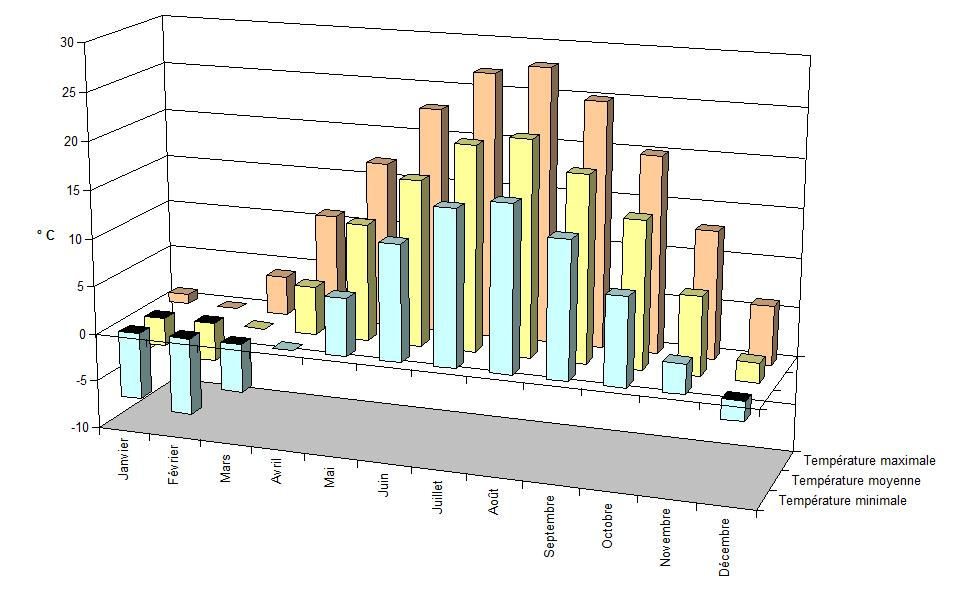
Températures moyennes mensuelles.

L'humidité est, pendant l'après-midi, plus forte, en hiver, que la moyenne américaine.
| Mois             | Matin (%) | Après-midi (%) |
| Janvier          | 82        | 74             |
| Février          | 81        | 71             |
| Mars             | 80        | 65             |
| Avril            | 78        | 58             |
| Mai              | 78        | 55             |
| Juin             | 80        | 55             |
| Juillet          | 82        | 57             |
| Août             | 87        | 58             |
| Septembre        | 89        | 59             |
| Octobre          | 86        | 60             |
| Novembre         | 84        | 64             |
| Décembre         | 83        | 72             |
| Moyenne annuelle | 82,5      | 62,8           |

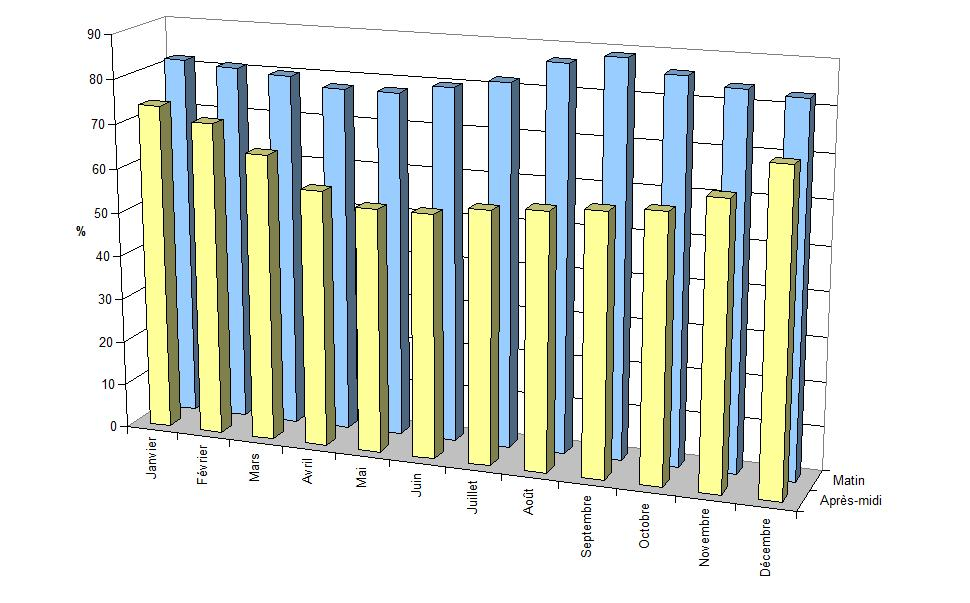
Hygrométrie moyenne.

Le mois de janvier est beaucoup plus venteux que la moyenne américaine.
| Mois             | Hartford (m/s) | États-Unis (m/s) |
| Janvier          | 5,2            | 4,1              |
| Février          | 5,1            | 4,2              |
| Mars             | 5,1            | 4,5              |
| Avril            | 5,3            | 4,6              |
| Mai              | 4,8            | 4,3              |
| Juin             | 4,3            | 4,0              |
| Juillet          | 3,9            | 3,8              |
| Août             | 3,5            | 3,5              |
| Septembre        | 3,6            | 3,5              |
| Octobre          | 4,0            | 3,6              |
| Novembre         | 4,6            | 3,8              |
| Décembre         | 4,9            | 4                |
| Moyenne annuelle | 4,5            | 4,0              |

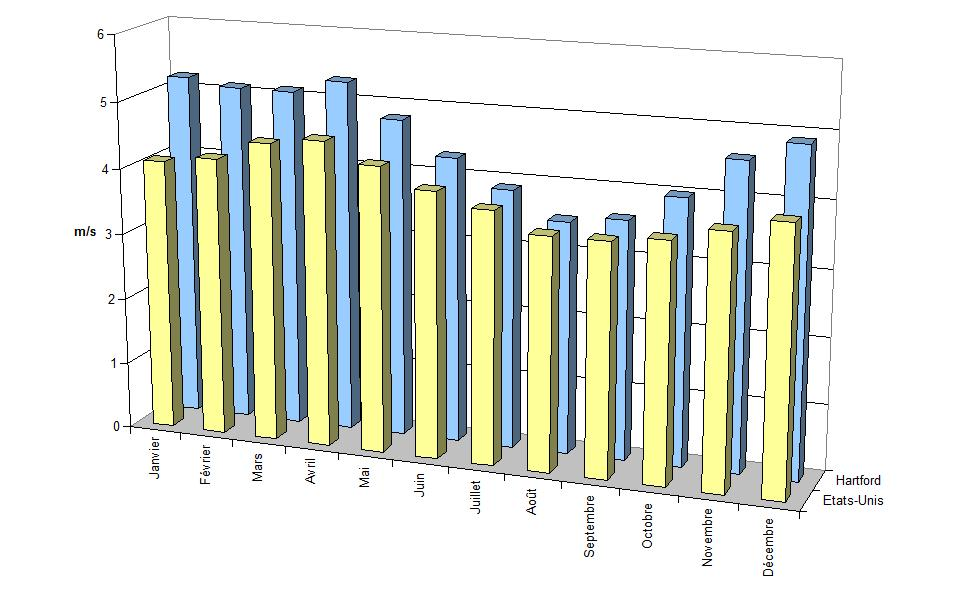
Vent mensuel moyen, à Hartford et dans l'ensemble des États-Unis.

À l'exception du mois d'octobre, les chutes de neige sont supérieures à la moyenne des États-Unis.
| Mois         | Hartford (cm) | États-Unis (cm) |
| Janvier      | 52            | 11              |
| Février      | 46            | 13              |
| Mars         | 31            | 10              |
| Avril        | 14            | 5               |
| Mai          | 2             | 1               |
| Juin         |               |                 |
| Juillet      |               |                 |
| Août         |               |                 |
| Septembre    |               |                 |
| Octobre      |               | 1               |
| Novembre     | 9             | 2               |
| Décembre     | 33            | 3               |
| Cumul annuel | 187           | 46              |

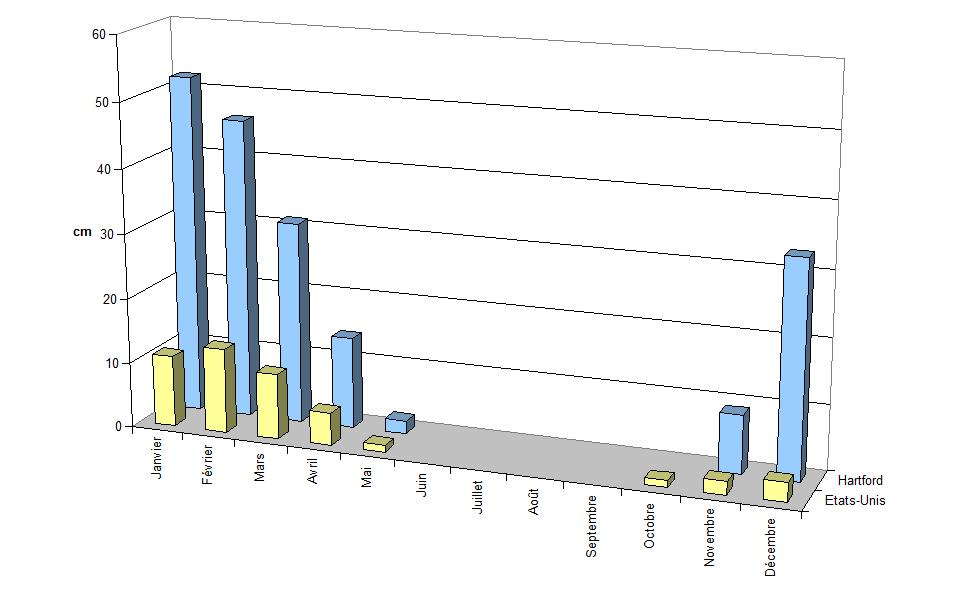
Chutes de neige mensuelles moyennes, à Hartford et dans l'ensemble des États-Unis.

D'octobre à mai, l’ensoleillement est nettement inférieur à la moyenne américaine.

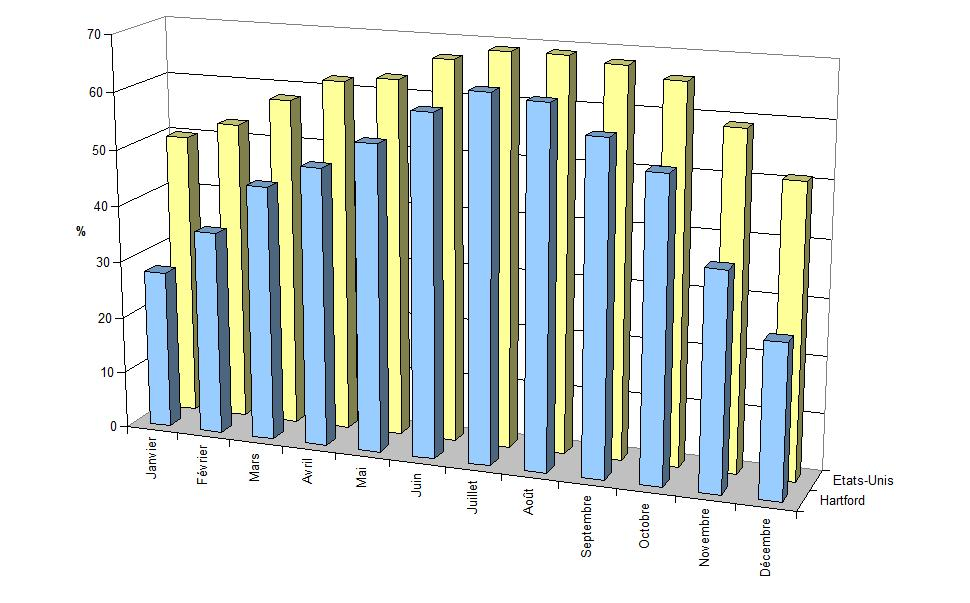
Ensoleillement mensuel moyen, à Hartford et dans l'ensemble des États-Unis.

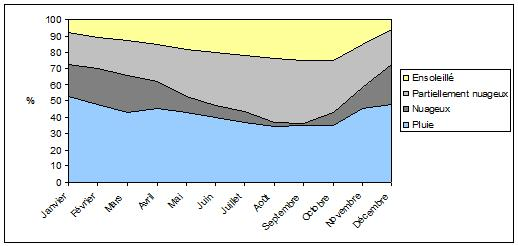
État du ciel.

| Mois             | Hartford (%) | États-Unis (%) |
| Janvier          | 28           | 50             |
| Février          | 36           | 53             |
| Mars             | 45           | 58             |
| Avril            | 49           | 62             |
| Mai              | 54           | 63             |
| Juin             | 60           | 67             |
| Juillet          | 64           | 69             |
| Août             | 63           | 69             |
| Septembre        | 58           | 68             |
| Octobre          | 53           | 66             |
| Novembre         | 38           | 59             |
| Décembre         | 27           | 51             |
| Moyenne annuelle | 48           | 61             |

| Mois             | Pluie (%) | Nuageux (%) | Partiellement nuageux (%) | Ensoleillé (%) |
| Janvier          | 53        | 20          | 19                        | 8              |
| Février          | 48        | 22          | 19                        | 11             |
| Mars             | 43        | 23          | 21                        | 13             |
| Avril            | 45        | 17          | 23                        | 15             |
| Mai              | 43        | 10          | 29                        | 18             |
| Juin             | 40        | 7           | 33                        | 20             |
| Juillet          | 37        | 7           | 34                        | 22             |
| Août             | 34        | 3           | 39                        | 24             |
| Septembre        | 35        | 1           | 39                        | 25             |
| Octobre          | 35        | 8           | 32                        | 25             |
| Novembre         | 45        | 13          | 27                        | 15             |
| Décembre         | 48        | 25          | 21                        | 6              |
| Moyenne annuelle | 42        | 13          | 28                        | 17             |

### Végétation
À 5,6 km de la ville, la tourbière de Hartford borde un bassin occupé par un lac. Sa surface est horizontale ou légèrement en pente vers le centre. La lisière est couverte de grands bouleaux. On y trouve les espèces suivantes : Betula lutea (dominante), Acer rubrum, Liriodendron tulipifera, Pyrus melanocarpa, Prunus serotina, Sambucus racemosa, Vaccinium corymbosum, Aralia hispida, Aspidium spinulosum, Campanula americana, Osmunda cinnamomea et Maianthemum canadense.
Près du lac, les bouleaux sont mélangés avec Acer rubrum et Larix laricina. Cette zone est caractérisée par l'association Chamaedaphne-Sphagnum palustre. On trouve également les espèces suivantes : Sphagnum squarrosum, Sphagnum angustifolium, Woodwardia virginica, Habenaria blephariglottis, Habenaria ciliaris, Andromeda glaucophylla, Vaccinium macrocarpon (commune), Asclepias incarnata, Decodon verticillatus, Epilobium palustre var. monticola (=Epilobium lineare), Hypericum virginicum, Impatiens biflora, Sagittaria sp., Sarracenia purpurea (commune), Eriophorum virginicum (commune), Nymphaea advena et Sphagnum sp..

## Démographie

Localisation du Michigan dans les États-Unis.

Lors du recensement de 2010, Hartford compte 2 688 habitants, avec une densité de population de 779 hab/km2. 
| 2000  | 2006  | 2009   | 2010  |
| ----- | ----- | ------ | ----- |
| 2 476 | 2 414 | 2 460, | 2 688 |

Lors du recensement de 2000, la ville compte 935 foyers et 646 familles. La population compte très peu d'Afro-américains, mais beaucoup de Latinos.
| Race                    | Recensement de 2000 (%) | Recensement de 2010 (%) | 2011 (%) |
| Blancs                  | 85,42                   | 71,91                   | 67,2     |
| Afro-Américains         | 0,89                    | 1,64                    | 0,7      |
| Amérindiens             | 3,31                    | 2,79                    | 2,6      |
| Asiatiques              | 0,24                    | 0,48                    | -        |
| Insulaires du Pacifique | -                       | 0                       | -        |
| Autres races            | 7,19                    | 18,68                   | 2,5      |
| Deux races ou plus      | 2,95                    | 4,5                     | 3,5      |
| Hispaniques (Latinos)   | 12,72                   | 29,5                    | 23,5     |

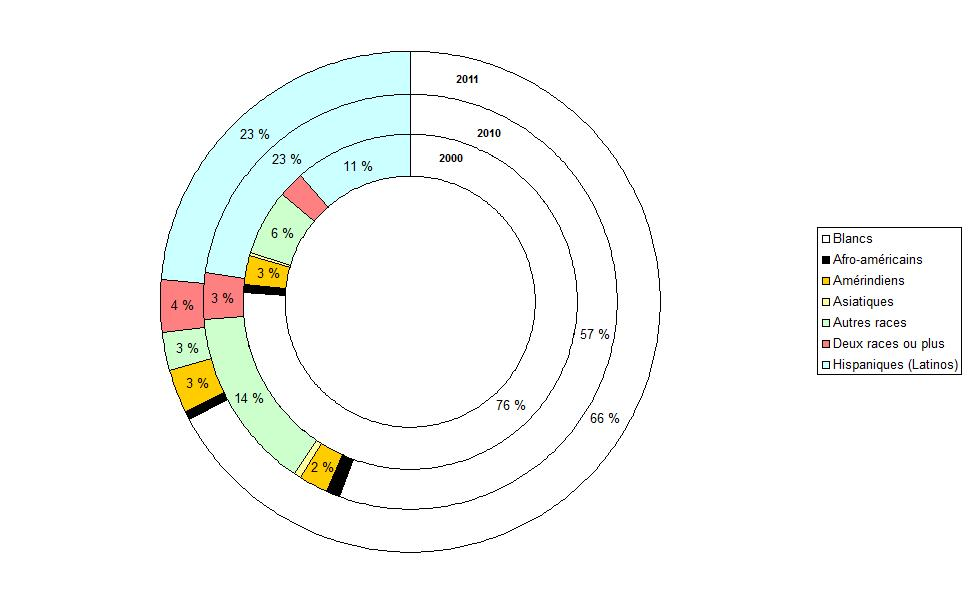
Composition raciale.

35,4 % des foyers ont des enfants de moins de 18 ans, 47,7 % sont des couples mariés, 15,6 % ont une femme non mariée et 30,9 % ne constituent pas des familles (32,0 % pour l'ensemble de l'État). 7,6 % des foyers sont constitués de couples non mariés (5,3 %, en moyenne, dans le Michigan). Parmi eux, on compte 0,2 % de couples homosexuels masculins et 0,1 % de lesbiennes. 27,3 % des foyers sont des personnes seules, dont 10,9 % de plus de 64 ans. Un foyer comprend, en moyenne, 2,64 personnes (moyenne du Michigan : 2,60 personnes) et une famille 3,16 personnes.

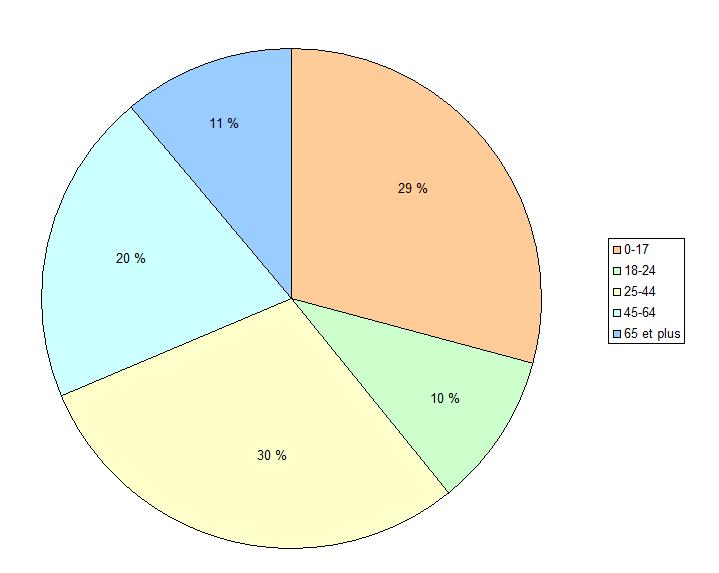
Répartition de la population selon la tranche d'âge.

29,1 % de la population ont moins de 18 ans, 10,0 % entre 18 et 24 ans, 29,6 % entre 25 et 44 ans, 20,2 % de 45 à 64 ans et 11,2 % 65 ans ou plus. L'âge médian est de 33,0 ans (35,5 ans pour l'ensemble du Michigan). La population comprend 51,7 % de femmes et 48,3 % d'hommes. Pour la population de plus de 18 ans, ces proportions sont respectivement 52,6 % et 47,4 %.
| Origine     | Proportion (%) |
| Allemagne   | 16,2           |
| Irlande     | 15,8           |
| Royaume-Uni | 7,9            |
| États-Unis  | 6,3            |
| Pays-Bas    | 3,8            |
| Italie      | 2,7            |

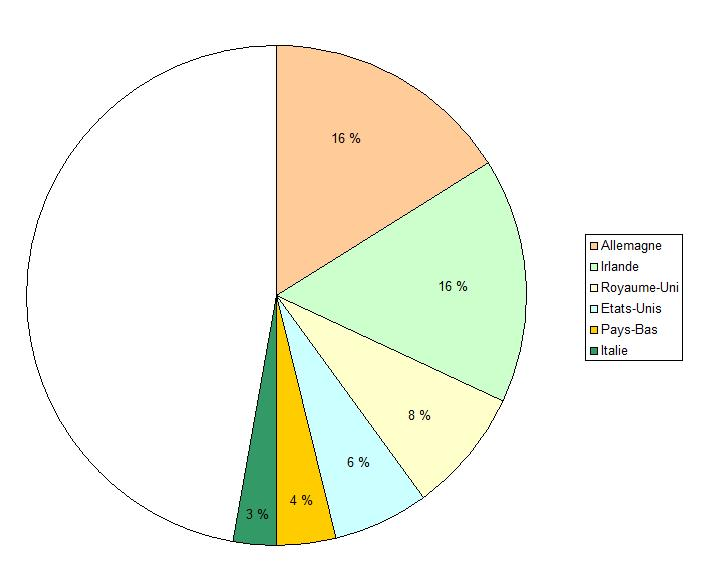
Origine de la population.

En 2011, 97 habitants (3,9 % de la population, contre 5,3 % pour l'ensemble du Michigan) sont de nationalité étrangère. 87 % d'entre eux sont nés en Amérique latine.

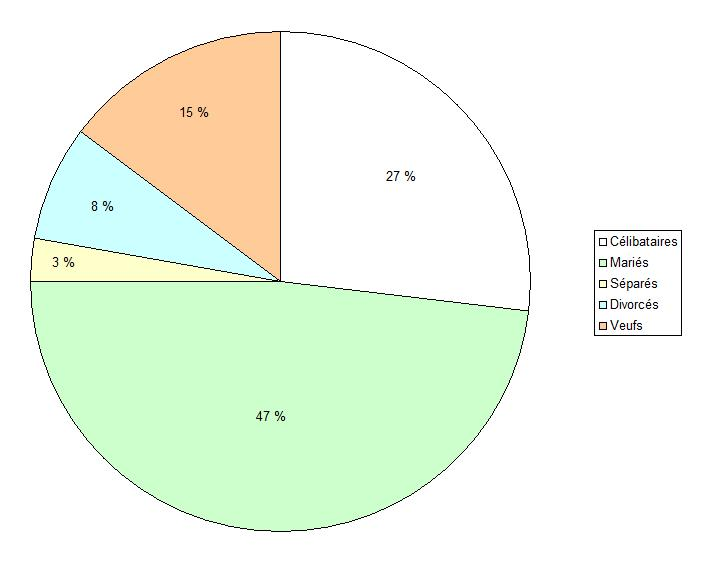
Statut marital de la population.

| Statut marital | Proportion (%) |
| Célibataires   | 27,0           |
| Mariés         | 47,9           |
| Séparés        | 2,8            |
| Divorcés       | 7,5            |
| Veufs          | 14,8           |

## Administration
La ville de Hartford est située dans le canton de Hartford, mais en est politiquement indépendante. Le maire est Theodore Johnson. Son mandat prend fin le 8 novembre 2011.
Le code de Hartford est le 26-39960 dans le Standard fédéral de traitement de l'information. et le 1626444 dans le Système d'information des noms géographiques. Hartford appartient au fuseau horaire Heure de l'Est (UTC-5) et au fuseau horaire EDT (UTC-4) à l'heure d'été. Son code postal est 49057 et son indicatif téléphonique 269.
La ville possède deux cimetières : Pioneer et Maple Hill.
La ville emploie six officiers de police, soit 2,45 pour 1 000 habitants (moyenne du Michigan : 1,91 ‰). En 2006, les pompiers ont réalisé 53 interventions, dont 33 (62 %) concernaient des incendies. 
| Service                   | Employés à plein temps | Salaire mensuel moyen (€) | Employés à temps partiel | Salaire mensuel moyen (€) |
| Administration financière | 1                      | 2 374 (3 255 $)           |                          |                           |
| Autre administration      | 5                      | 2 874 (3 942 $)           |                          |                           |
| Officiers de police       | 1                      | 2 360 (3 240 $)           | 1                        | 394 (540 $)               |
| Autres agents de police   |                        |                           | 2                        | 194 (266 $)               |
| Pompiers                  |                        |                           | 25                       | 40 (55 $)                 |
| Voirie                    | 1                      | 1 905 (2 613 $)           |                          |                           |
| Assainissement            | 2                      | 2 828 (3 878 $)           |                          |                           |
| Adduction d'eau           | 1                      | 4 682 (6 422 $)           |                          |                           |
| Autres                    | 1                      | 19 050 (2 613 $)          | 1                        | 484 (664 $)               |
| Total                     | 13                     | 2 622 (35 960 $)          | 29                       | 78 (107 $)                |

|                                      | Montant (€)         | Montant par habitant (€) |
| Trésorerie et placements             | 104 000 (143 000 $) | 42,34 (58,13 $)          |
| Charges                              |                     |                          |
| Assainissement                       | 256 000 (351 000 $) | 103,92 (142,68 $)        |
| Autres charges                       | 9 500 (13 000 $)    | 3,85 (5,28 $)            |
| Construction                         |                     |                          |
| Routes                               | 213 000 (293 000 $) | 86,75 (119,11 $)         |
| Adduction d'eau                      | 67 000 (95 000 $)   | 27,20 (37,4 $)           |
| Assainissement                       | 20 000 (30 000 $)   | 8,89 (12,2 $)            |
| Opérations courantes                 |                     |                          |
| Bâtiments publics                    | 279 000 (383 000 $) | 113,40 (155,69 $)        |
| Police                               | 224 000 (308 000 $) | 91,19 (125,20 $)         |
| Routes                               | 219 000 (301 000 $) | 89,12 (122,36 $)         |
| Assainissement                       | 154 000 (212 000 $) | 62,77 (86,18 $)          |
| Adduction d'eau                      | 115 000 (159 000 $) | 46,57 (64,63 $)          |
| Services administratifs centraux     | 90 800 (126 000 $)  | 36,91 (51,22 $)          |
| Administration financière            | 55 000 (76 000 $)   | 22,26 (30,89 $)          |
| Protection contre l'incendie         | 35 000 (49 000 $)   | 14,35 (19,92 $)          |
| Inspection et régulation protectrice | 14 000 (19 000 $)   | 5,56 (7,72 $)            |
| Parcs et loisirs                     | 5 000 (7 000 $)     | 2,05 (2,85 $)            |
| Autres                               | 1 000 (2 000 $)     | 0,58 (0,81 $)            |

## Logement

### Marché immobilier
Lors du recensement de 2000, Hartford comptait 1 023 habitations, soit 288,3 habitations au kilomètre carré. En 2009, le prix moyen d'une habitation est 52 108 € (69 866 $), nettement inférieur à l'ensemble du Michigan : 98 600 € (132 200 $). En 2000, il était de 43 000 € (58 000 $). En 2009, le prix d'une villa s'établit à 58 846 € (78 901 $), celui d'un mobil-home à 24 458 € (32 793 $). Le loyer mensuel brut moyen est 354 € (474 $).
| Année              | 2006          | 2007          | 2008          | 2009          | 2010          | 2011          |
| Nombre de ventes   | 75            | 95            | 83            | 59            | 71            | 21            |
| Prix moyen (€) ($) | 29 300 39 300 | 28 600 38 400 | 28 000 37 600 | 22 700 30 500 | 27 200 36 600 | 17 900 24 100 |

| Année | Nombre de permis de construire accordés | Nombre de permis de construire pour 10 000 habitants | Nombre de permis de construire pour 10 000 habitants (État du Michigan) | Coût moyen de la construction | Coût moyen de la construction (État du Michigan) |
| 1996  | 2                                       | 8                                                    | 43                                                                      | 72 000 € (96 000 $)           | 81 500 € (109 000 $)                             |
| 1997  | 2                                       | 8                                                    | 40                                                                      | 72 000 € (96 000 $)           | 85 900 € (115 000 $)                             |
| 1998  |                                         |                                                      | 44                                                                      |                               | 88 900 € (119 000 $)                             |
| 1999  | 6                                       | 24                                                   | 45                                                                      | 39 400 € (52 700 $)           | 93 400 € (125 000 $)                             |
| 2000  | 2                                       | 8                                                    | 43                                                                      | 83 000 € (111 000 $)          | 98 600 € (132 000 $)                             |
| 2001  | 3                                       | 20                                                   | 41                                                                      | 45 400 € (60 800 $)           | 101 000 € (135 000 $)                            |
| 2002  | 3                                       | 12                                                   | 42                                                                      | 117 800 € (157 700 $)         | 104 000 € (139 000 $)                            |
| 2003  | 4                                       | 16                                                   | 45                                                                      | 77 000 € (103 000 $)          | 108 000 € (144 000 $)                            |
| 2004  | 4                                       | 16                                                   | 46                                                                      | 116 800 € (156 300 $)         | 113 000 € (151 000 $)                            |
| 2005  | 2                                       | 8                                                    | 39                                                                      | 82 200 € (110 000 $)          | 117 000 € (156 000 $)                            |
| 2006  | 50                                      | 202                                                  | 25                                                                      | 83 550 € (111 800 $)          | 123 000 € (155 000 $)                            |
| 2007  |                                         |                                                      | 15                                                                      |                               | 132 000 € (176 000 $                             |
| 2008  | 1                                       | 4                                                    | 9                                                                       | 115 000 € (154 000 $)         | 136 000 € (182 000 $)                            |
| 2009  | 2                                       | 8                                                    | 6                                                                       | 84 070 € (112 500 $)          | 134 000 € (179 000 $)                            |
| 2010  | 1                                       | 4                                                    | 8                                                                       | 90 000 € (120 000 $)          | 140 000 € (187 000 $)                            |

|                    | Achat           | Achat         | Achat         | Refinancement   | Refinancement | Refinancement |
|                    | Nombre de prêts | Montant moyen | Montant moyen | Nombre de prêts | Montant moyen | Montant moyen |
|                    |                 | €             | $             |                 | €             | $             |
| Demandes accordées | 1               | 52 340        | 72 730        | 2               | 76 625,5      | 106 475       |
| Demandes acceptées |                 |               |               | 1               | 49 500        | 68 800        |
| Demandes refusées  |                 |               |               | 2               | 76 478        | 106 270       |
| Demandes retirées  |                 |               |               | 1               | 74 410        | 103 400       |

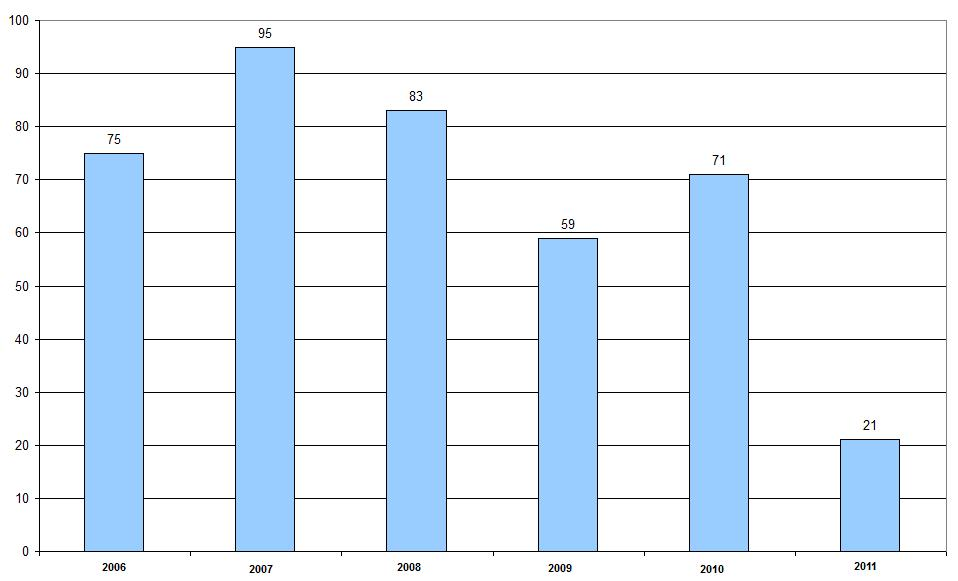
Nombre annuel de ventes d'habitations.

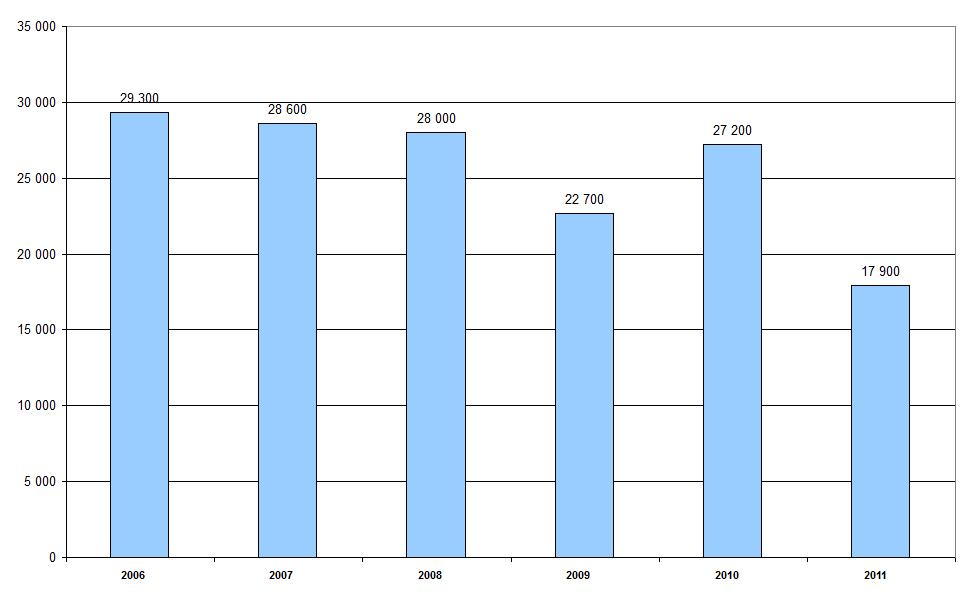
Prix d'achat moyen d'une habitation.

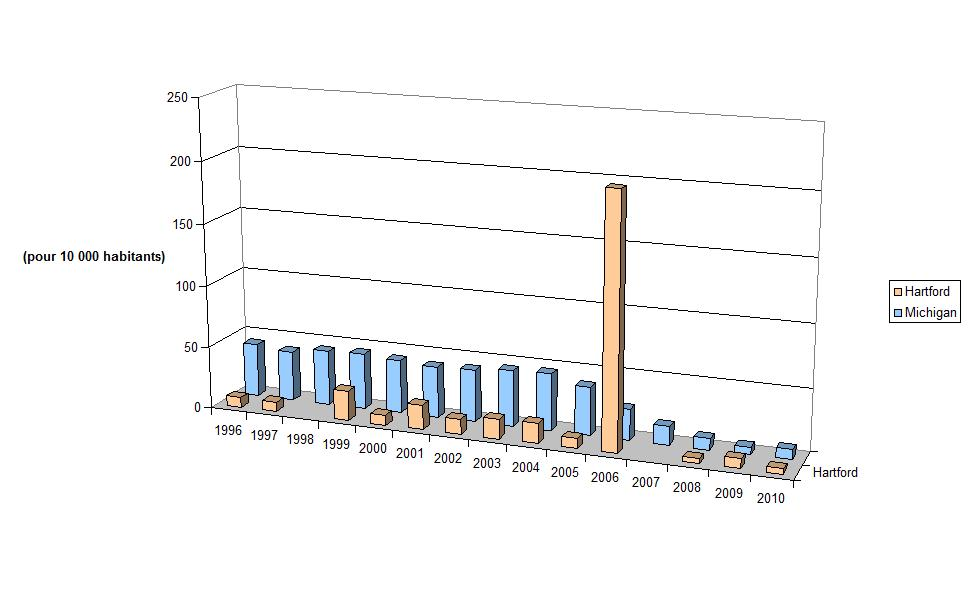
Nombre de permis de construire à Hartford et dans le Michigan.

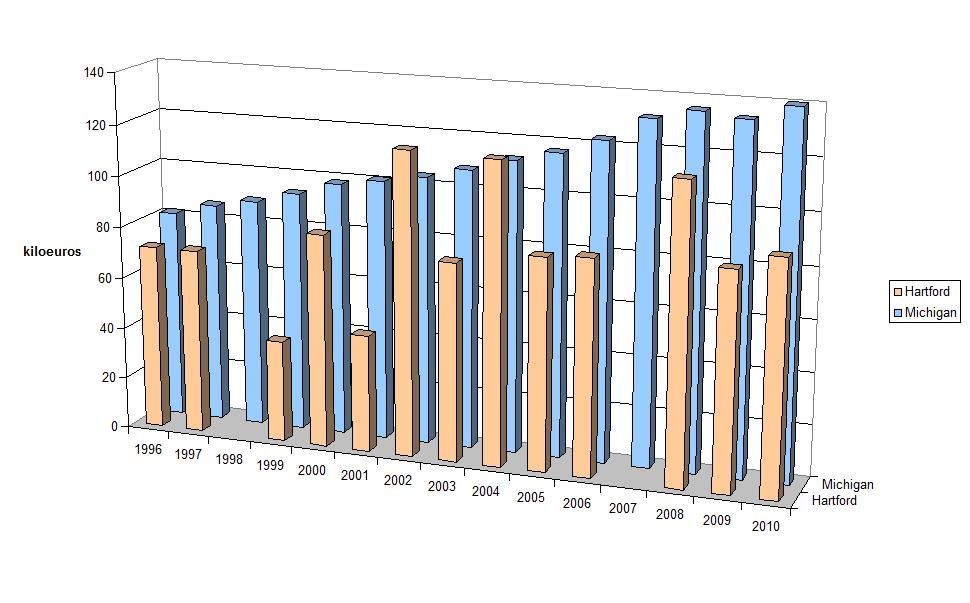
Coût moyen de la construction d'une habitation, à Hartford et dans le Michigan.

En 2007, un seul prêt à l'achat est accordé par les compagnies privées, pour un montant de 31 390 € (43 620 $).

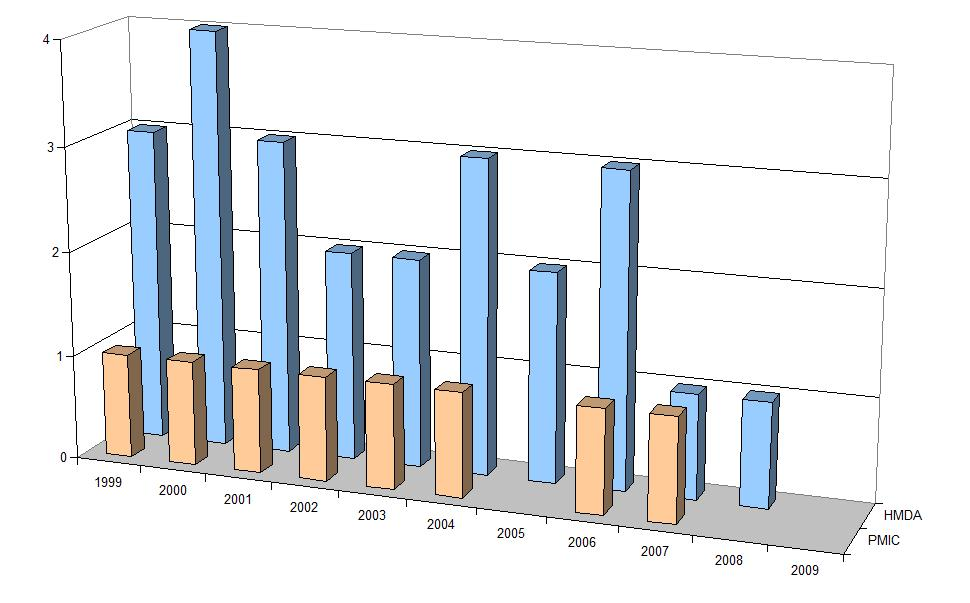
Nombre annuel de prêts hypotécaires.

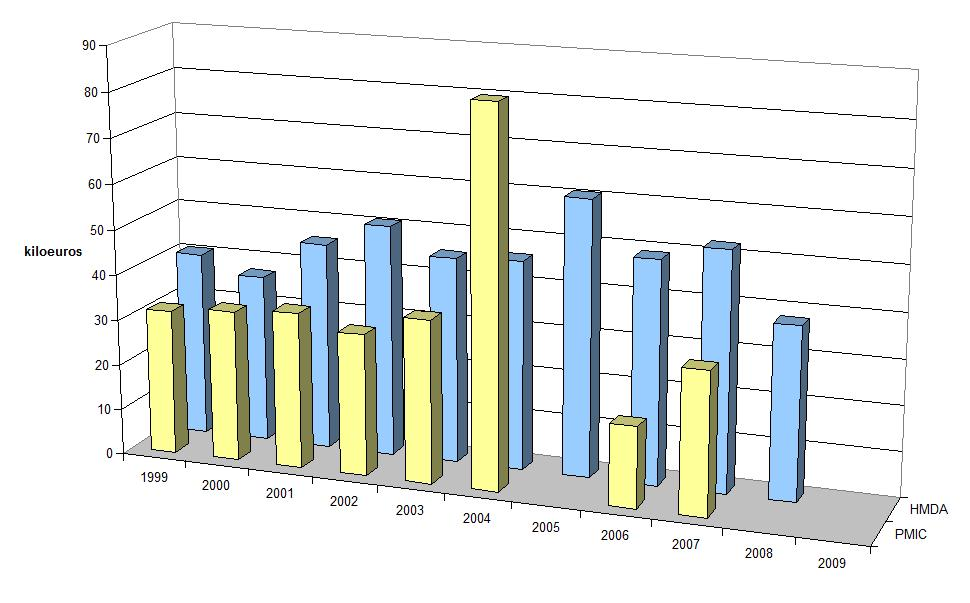
Montant moyen des prêts hypotécaires.

|                                                                                              | 1999            | 2000            | 2001            | 2002            | 2003            | 2004             | 2005            | 2006            | 2007            | 2008            | 2009 |
| Loi de divulgation des hypothèques immobilières (HMDA) Nombre de prêts Montant moyen (€) ($) | 3 40 756 56 633 | 4 37 016 51 435 | 3 45 696 63 497 | 2 51 020 70 890 | 2 45 292 62 935 | 3 46 089 64 043  | 2 60 750 84 420 | 3 49 200 68 360 | 1 52 580 73 060 | 1 38 010 52 810 |      |
| Compagnies privées d'assurance des hypothèques (PMIC) Nombre de prêts Montant moyen (€) ($)  | 1 31 870 44 280 | 1 33 160 46 080 | 1 34 340 47 720 | 1 31 200 43 300 | 1 35 880 49 860 | 1 82 969 115 290 |                 | 1 47 800 66 420 | 1 31 390 43 620 |                 |      |

### Taxes foncières
En 2009, la taxe foncière médiane acquittée sur les propriétés hypothéquées est 1 011 € (1 353 $) et 757,8 € (1 014 $) sur les propriétés sans hypothèque.

### Chauffage domestique

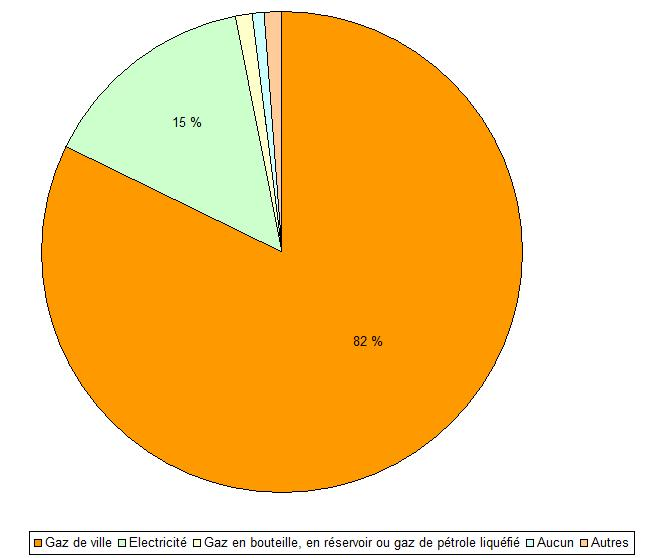
Énergies utilisées pour le chauffage domestique.

| Energie                                                   | Proportion des habitations (%) |
| Gaz de ville                                              | 81,6                           |
| Électricité                                               | 14,8                           |
| Gaz en bouteille, en réservoir ou gaz de pétrole liquéfié | 1                              |
| Aucun                                                     | 1                              |
| Autres                                                    | 1                              |

## Économie

### Revenus

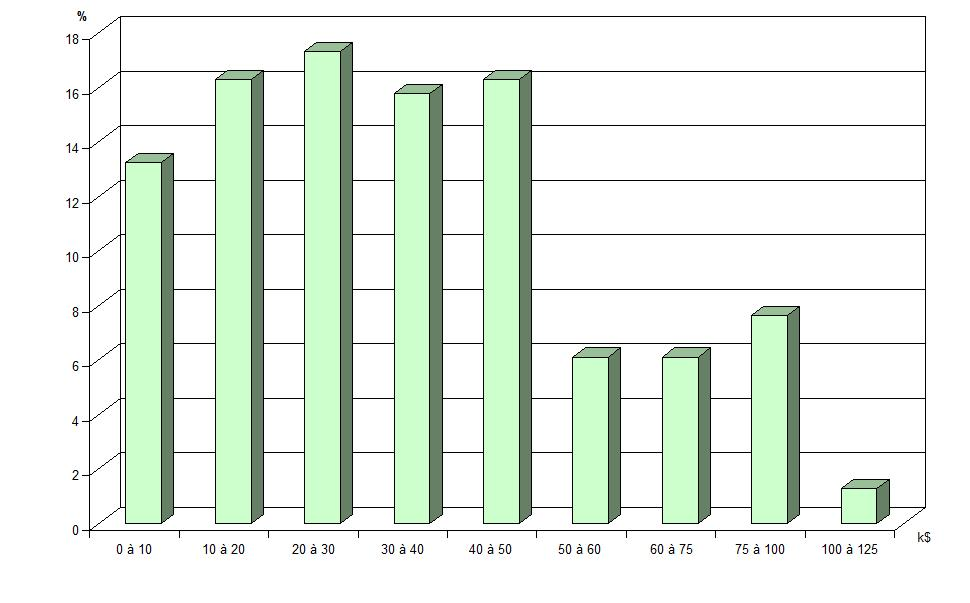
Distribution des revenus annuels, par foyer, en 2009.

À Hartford, en juillet 2009, le revenu annuel médian d'un foyer est 22 660 € (30 350 $). Lors du recensement de 2000, il était de 24 900 € (32 879 $), ce qui représente une baisse annuelle moyenne de -0,85 %. Pour l'ensemble de l'État, ce revenu est de 33 789 € (45 255 $). En 2000, le revenu annuel médian des familles est de 27 742 € (36 632 $). Le revenu médian des hommes est de 22 957 € (30 313 $), celui des femmes de 16 268 € (21 481 $). Le revenu par tête est, en juillet 2009, 9 014 € (12 073 $). En 2000, il valait 11 219 € (14 181 $), ce qui représente une baisse annuelle moyenne de -1,65 %. 13,9 % des familles et 16,1 % de la population sont en dessous du seuil de pauvreté. 19,5 % des moins de 18 ans et 20,8 % des plus 64 ans sont en dessous de ce seuil. 
| Race                      | Proportion vivant en dessous du seuil de pauvreté (%) |
| Blancs                    | 20,2                                                  |
| Afro-américains           | 0,0                                                   |
| Amérindiens               | 10,3                                                  |
| Autres races              | 27,4                                                  |
| Deux races ou plus        | 3,1                                                   |
| Hispaniques (Latinos)     | 42,7                                                  |
| Ensemble de la population | 16,1                                                  |

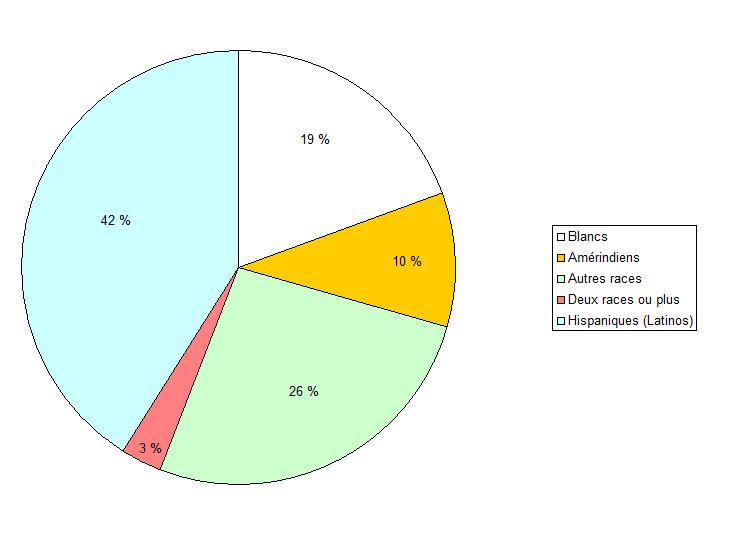
Répartition, selon la race, de la population vivant en dessous du seuil de pauvreté, en 2011.

En janvier 2011, le coût de la vie est à l'indice 81,8 (100 pour les États-Unis).

### Emploi
En mars 2011, le taux de chômage s'établit à 12,1 %, contre 11,0 % pour l'ensemble de l'État. 

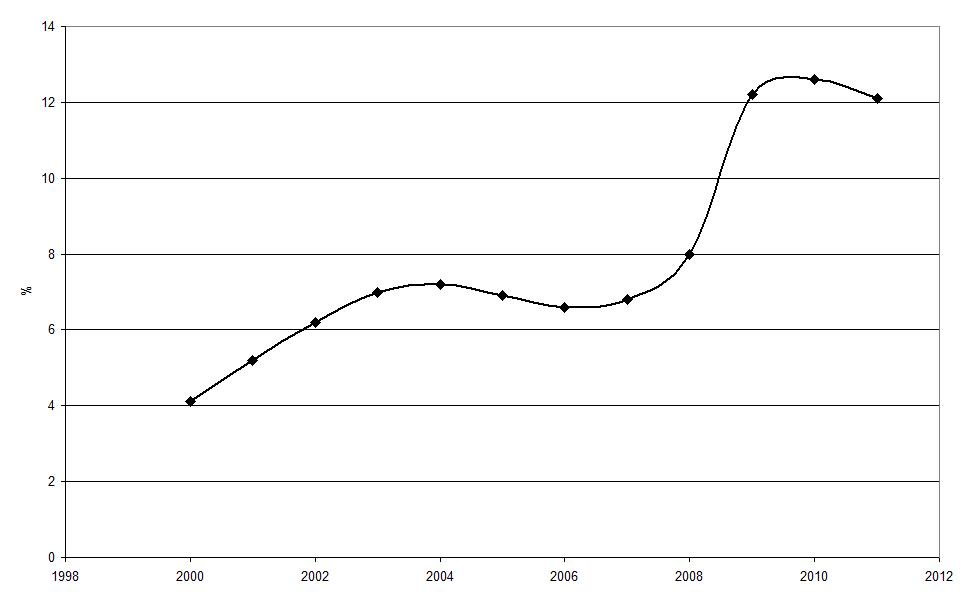
Taux de chômage.

| Année | Taux de chômage (%) |
| 2000  | 4,1                 |
| 2001  | 5,2                 |
| 2002  | 6,2                 |
| 2003  | 7                   |
| 2004  | 7,2                 |
| 2005  | 6,9                 |
| 2006  | 6,6                 |
| 2007  | 6,8                 |
| 2008  | 8                   |
| 2009  | 12,2                |
| 2010  | 12,6                |
| 2011  | 12,1                |

### Secteurs d'activité
L'activité économique de Hartford est basée sur la petite industrie, notamment la métallurgie, et l'agriculture, principalement la production de fruits et la transformation des haricots, du blé et des fruits. Hartford compte deux succursales bancaires, celles de la Chemical Bank, créée le 1er janvier 1890, et de la PNC Bank, créée le 1er janvier 1800. La ville possède également un casino, le Four Winds.

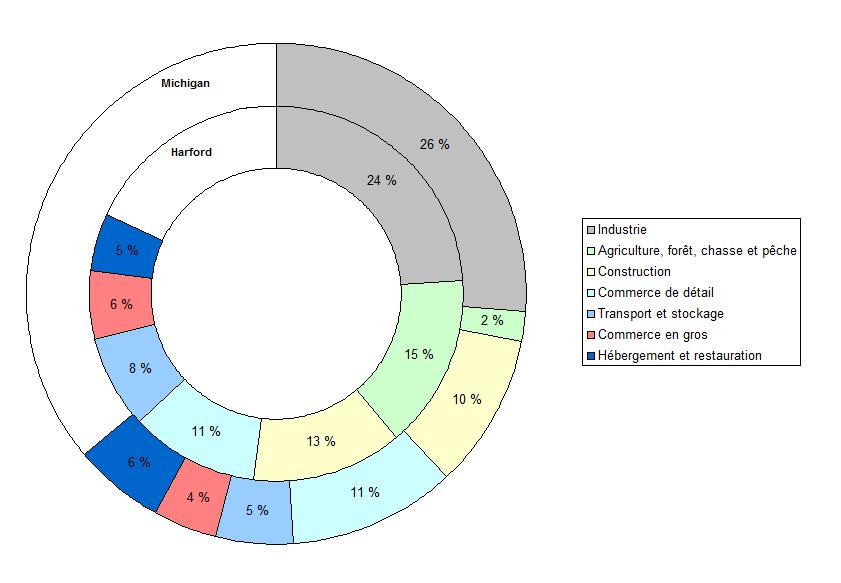
Principaux secteurs d'activité, à Hartford et dans le Michigan.

| Secteur d'emploi                    | Proportion à Hartford (%) | Proportion dans l'État du Michigan (%) |
| Industrie                           | 24                        | 26                                     |
| Agriculture, forêt, chasse et pêche | 15                        | 2                                      |
| Construction                        | 13                        | 10                                     |
| Commerce de détail                  | 11                        | 11                                     |
| Transport et stockage               | 8                         | 5                                      |
| Commerce en gros                    | 6                         | 4                                      |
| Hébergement et restauration         | 5                         | 6                                      |

| Emplois                         | Proportion à Hartford (%) | Proportion dans l'État du Michigan (%) |
| Métallurgistes et plasturgistes | 12                        | 6                                      |
| Autres emplois productifs       | 9                         | 6                                      |
| Chauffeurs                      | 8                         | 4                                      |
| Vendeurs au détail              | 6                         | 2,5                                    |
| Caristes                        | 6                         | 1,5                                    |
| Manutentionnaires               | 4                         | 3                                      |
| Dispatcheurs                    | 4                         | 3                                      |

## Tourisme
Le territoire municipal de Hartford comporte une des extrémités de la piste Van Buren. Le manoir Thomas, construit en 1936, comporte vingt pièces.

## Culture et loisirs
Au début de juin, Hartford accueille le Festival des fraises. De juin à août, des concerts sont organisés dans le parc. 
La ville possède une bibliothèque publique depuis 1895. Le produit d'exploitation de celle-ci s'élève, en 2011, à 142 091 € (193 542 $). Elle abrite 53 986 livres, 1 050 documents audio et 55 documents vidéo. Elle est abonnée à 34 revues. 
Les stations de radio les plus puissantes, reçues à Hartford, sont, en modulation d'amplitude, WHFB, de Benton Harbor-St Joseph (1,060 MHz), WKLZ (1,470 MHz) et WKZO (590 kHz), toutes deux à Kalamazoo. En modulation de fréquence, une station émet de Hartford : WZBL (103,7 MHz), propriété de WSJM inc. Les émetteurs de télévision proches sont ceux de WRDY-LP (canal 69), à South Bend, dans l'Indiana, WWMT (canal 3), à Kalamazoo, et WYGN-LP (canal 12), à Berrien Springs, ces deux derniers émettant du Michigan.
La ville compte, en 2011, quatorze radio-amateurs.

## Personnalité liée à la ville
- Edward D. Kelly, troisième évêque de Grand Rapids, de 1919, jusqu'à sa mort, en 1926.

## Transports

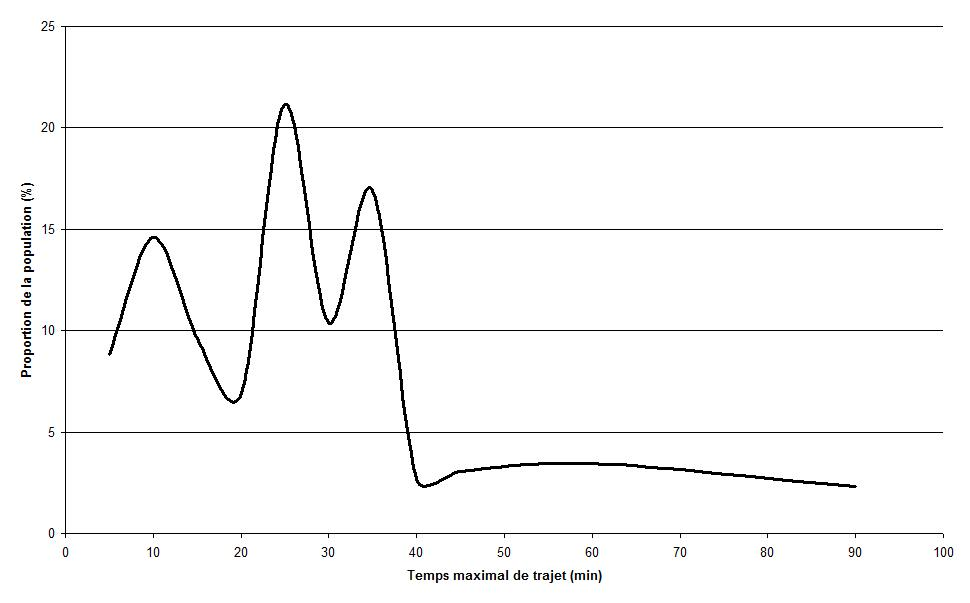
Répartition de la population en fonction du temps de trajet maximal pour se rendre au travail.

Hartford est desservie par la I-94 (sortie 46, à 1,6 km). Par la route, on atteint Benton Harbor et St. Joseph en 20 minutes, Kalamazoo en 40 minutes et Chicago en 1,5 h. Le territoire de la ville est également traversé par la ligne ferroviaire CSX d'Amtrak. La gare la plus proche est celle de Bangor, à 14 km. 
Le temps de trajet moyen quotidien pour se rendre au travail est, en 2011, de 20,7 min.

## Société

### Religion
La ville de Hartford possède 13 églises : le Tabernacle apostolique chrétien, l'Église pentecôtiste du calvaire, l'Église méthodiste unie de Hartford (fondée en 1854), l'Église de l'assemblée du plein Evangile, l'Église de Dieu de Hartford, l'Église fédérée de Hartford (fondée en 1946), l'Église baptiste générale de Hartford (fondée en juin 2010), l'Église missionnaire de Hartford, l'Église des adventistes du septième jour (fondée en 1912), l'Église évangélique luthérienne de l'espoir du Synode évangélique luthérien du Wisconsin, l'Église de l'Immaculée-Conception, Jesus Es El Camino et l'Église méthodiste unie de Keeler.
En 2011, 30,83 % de la population sont affiliés à une congrégation religieuse, contre 50,2 % pour l'ensemble des États-Unis. 

### Éducation
Hartford possède quatre établissements scolaires : deux écoles primaires, Red Arrow et Woodside, un collège et un lycée. En 2011, le lycée compte 523 élèves et le collège 316 élèves. L'école primaire Red Arrow accueille 310 écoliers et Woodside 299.
L'établissement d'enseignement supérieur le plus proche est l'université Andrews, à Berrien Springs, à 32 km. En 2011, 68,9 % des habitants de plus de 24 ans ont un niveau d'éducation secondaire, 6,4 % ont un diplôme de l'enseignement supérieur et 2,8 % un diplôme technique.

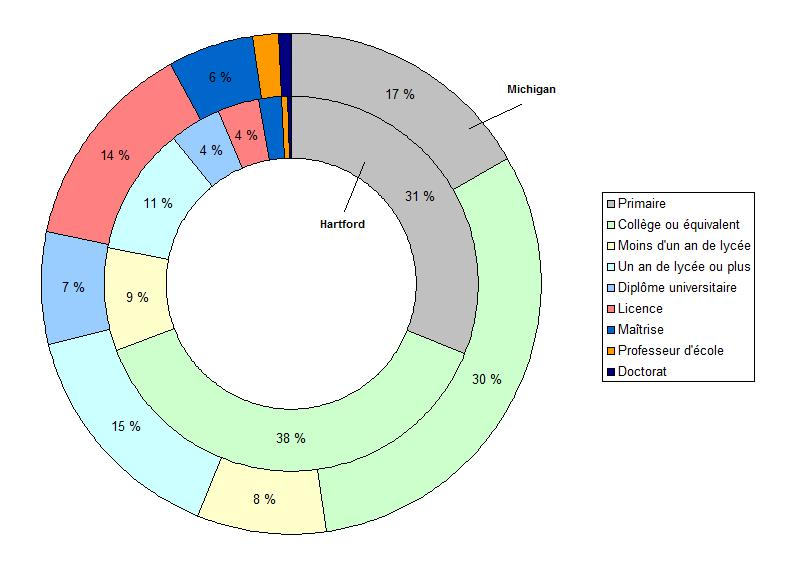
Niveau d'étude de la population, à Hartford et dans le Michigan.

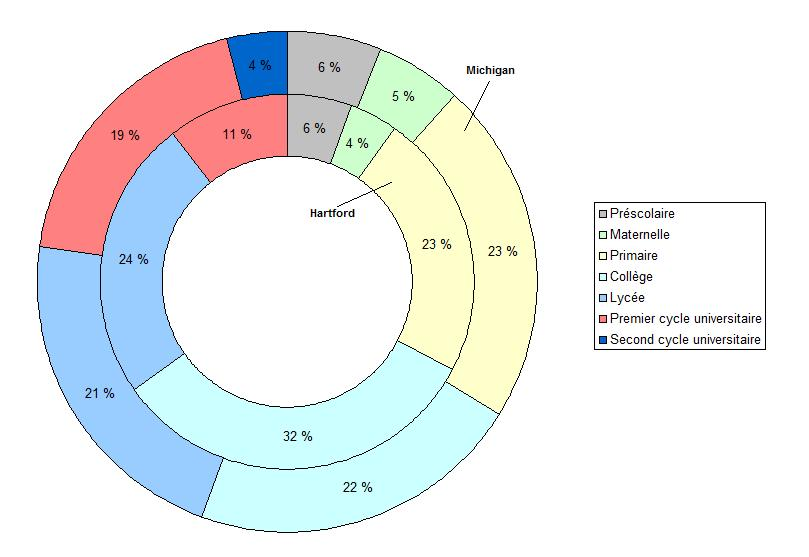
Répartition, par niveau d'étude, de la population scolaire, à Hartford et dans le Michigan.

| Niveau                 | Proportion à Hartford (%) | Proportion dans l'État du Michigan (%) |
| Primaire               | 31,1                      | 16,6                                   |
| Collège ou équivalent  | 38,1                      | 31,3                                   |
| Moins d'un an de lycée | 8,8                       | 8,3                                    |
| Un an de lycée ou plus | 11,2                      | 15                                     |
| Diplôme universitaire  | 4,4                       | 7                                      |
| Licence                | 3,6                       | 13,7                                   |
| Maîtrise               | 1,9                       | 5,7                                    |
| Professeur d'école     | 0,68                      | 1,6                                    |
| Doctorat               | 0,2                       | 0,78                                   |

| Niveau                      | Proportion à Hartford (%) | Proportion dans l'État du Michigan (%) |
| Préscolaire                 | 5,5                       | 6,2                                    |
| Maternelle                  | 4,3                       | 5,4                                    |
| Primaire                    | 23                        | 22,3                                   |
| Collège                     | 32,6                      | 21,8                                   |
| Lycée                       | 24,1                      | 21,5                                   |
| Premier cycle universitaire | 10,5                      | 18,9                                   |
| Second cycle universitaire  | 0                         | 4                                      |

### Criminalité
En juillet 2011, la ville comportait 26 criminels sexuels enregistrés (1,1 % de la population). La ville n'a connu aucun meurtre durant la période 2001-2009.

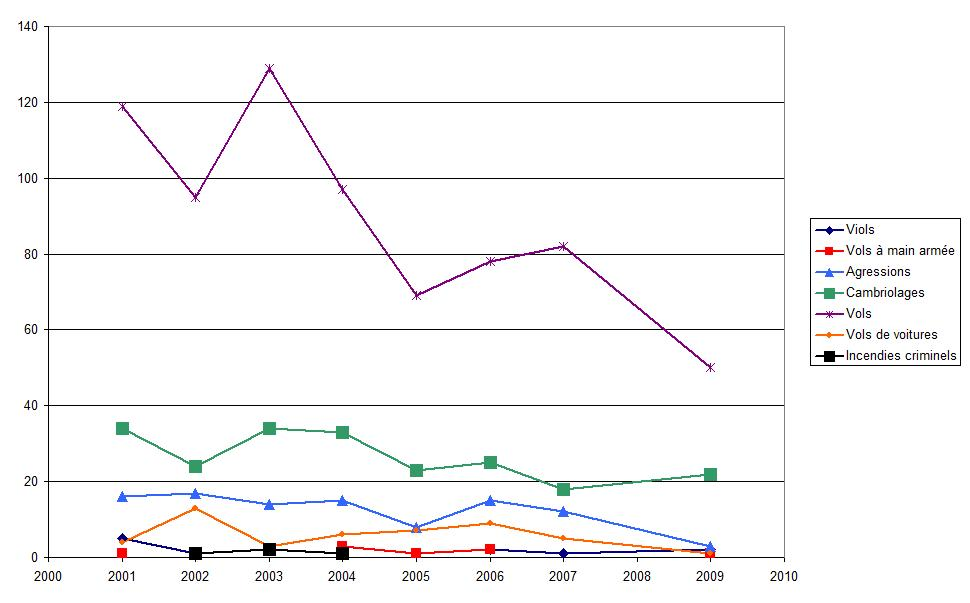
Criminalité.

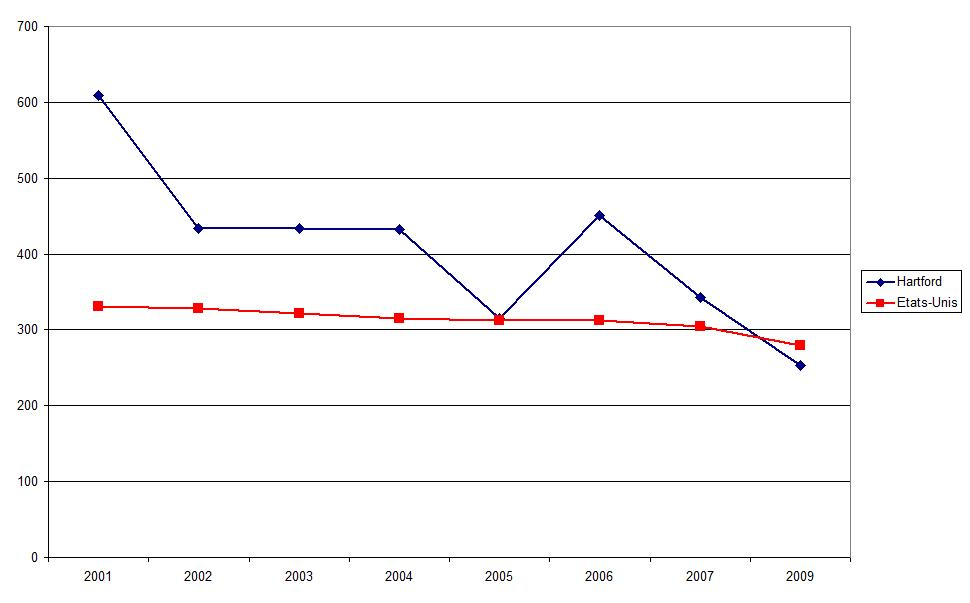
Indice de criminalité, à Hartford et dans l'ensemble des États-Unis.

| Année | Viols     | Vols à main armée | Agressions | Cambriolages | Vols          | Vols de voitures | Incendies criminels | Indice de criminalité |
| 2001  | 5 (200,9) | 1 (40,2)          | 16 (642,8) | 34 (1 366,0) | 119 (4 781,0) | 4 (160,7)        |                     | 609,0 (331)           |
| 2002  | 1 (39,9)  |                   | 17 (678,9) | 24 (958,5)   | 95 (3 793,9)  | 13 (519,2)       | 1 (39,9)            | 433,7 (328)           |
| 2003  |           |                   | 14 (567,3) | 34 (1 377,6) | 129 (5 226,9) | 3 (121,6)        |                     | 434,3 (322)           |
| 2004  |           | 3 (121,0)         | 15 (604,8) | 33 (1 330,6) | 97 (3 911,3)  | 6 (241,9)        | 2 (80,6)            | 431,8 (315)           |
| 2005  | 1 (40,8)  | 1 (40,8)          | 8 (326,3)  | 23 (938,0)   | 69 (2 814,0)  | 7 (285,5)        | 1 (40,8)            | 315,3 (313)           |
| 2006  | 2 (82,4)  | 2 (82,4)          | 15 (618,0) | 25 (1 030,1) | 78 (3 213,8)  | 9 (370,8)        |                     | 450,4 (313)           |
| 2007  | 1 (41,5)  |                   | 12 (498,5) | 18 (747,8)   | 82 (3 406,7)  | 5 (207,7)        |                     | 342,6 (305)           |
| 2009  | 2 (81,6)  | 1 (40,8)          | 3 (122,4)  | 22 (897,6)   | 50 (2 040,0)  | 1 (40,8)         |                     | 253,0 (279)           |

### Santé
L'hôpital le plus proche est l'hôpital communautaire de Watervliet, à 8 km.
|                                                       | Harford     | États-Unis  | Nombre de stations de mesure |
| Indice de qualité de l'air                            | 32,0        | 32,0        |                              |
| Monoxyde de carbone CO (ppm)                          | 0,586       | 0,607       | 34                           |
| Particules en suspension PM10 (µg.m-3) PM2,5 (µg.m-3) | - 15,7 9,07 | - 24,5 9,59 | - 32 6                       |

En 2011, six habitants sont dans des asiles d'aliénés. La population adulte comporte 9,4 % de diabétiques, contre 9,7 % pour l'ensemble de l'État. Le taux d'obésité, chez les adultes, atteint 28,5 %, contre 29,7 % pour l'ensemble de l'État. 

## Histoire
Hartford est fondée, en 1837, par Ferdino Olds. Le village porte le nom de Hartland, ville d'origine d'Olds, dans l'État de New York. Comme il y a déjà une ville de Hartland dans l'État du Michigan, le village est rebaptisé Hartford. Le bureau de poste est créé en 1856. En 1870, le village accueille une gare sur la ligne ferroviaire, Pere-Marquette. Le statut de village est obtenu en 1877.